# Aire marine et côtière protégée Francisco Coloane
L’Aire marine et côtière protégée Francisco Coloane est une aire marine protégée située au sud du Chili, dans la région de Magallanes et de l'Antarctique chilienne plus précisément dans le détroit de Magellan au croisement entre l'océan Atlantique et l'océan Pacifique. 
Elle a été nommée en l’honneur de l'écrivain chilien Francisco Coloane, originaire de Quemchi et est la première aire marine protégée du Chili.
Ses caractéristiques géographiques uniques, la vie végétale et sa faune font de cet espace un lieu d'intérêt important pour les scientifiques, c'est d'ailleurs l'une des principales activités humaines à ce jour dans l'aire marine. Le tourisme est néanmoins en développement dans la région avec l'installation de campement sur les tourbières de la côte.

## Faune et flore
L'aire marine est créée dans l'objectif de protéger les espèces locales qui représentent une richesse faunique importante et floristique reconnue dans les territoires du Sud de l'Amérique Latine.
On peut notamment recenser plusieurs espèces animales dont certaines spécifiques à la région : la baleine à bosse présente en été pour profiter des réserves de nourriture de la zone, le manchot de Magellan, le loup marin commun ou de nombreux volatiles tel que l'albatros, le pétrel, le martin pêcheur pour ne citer qu'eux.
La flore de la réserve Francisco Coloane polarise elle aussi l'intérêt des scientifiques pour l'espace en comprenant un écosystème végétal complexe. 
En effet, les côtes émergées de l'Aire Marine sont en majorité des tourbières fertiles où se développent des fuchsias de Magellan, des copihues et autres végétaux.